# بانک مرکزی سوئد
بانک مرکزی سوئد یا بانک ملی سوئد (سوئدی: Sveriges Riksbank) قدیمی‌ترین بانک مرکزی و سومین بانک قدیمی فعال در دنیاست.